# 新潟ジャズコンテスト
新潟ジャズコンテスト（にいがたジャズコンテスト、2012年 - ）は、新潟市民芸術文化会館（りゅーとぴあ）で毎年11月に開催されたプロアマ年齢不問のジャズの音楽コンテスト。
北海道から沖縄まで全国から予選を経て選ばれた各部門のジャズミュージシャン10名が本選に出場して腕を競い合った。ボーカル部門、ソロプレイヤー部門、作曲部門の3部門が開催され、作曲部門はジャズのコンテストでは国内唯一の開催であった。

## 実施・部門
- ジャズボーカル部門：ソロのみ（1名）
- ソロプレイヤー部門：インストゥルメンタルのみ（1名）
- 作曲部門：作曲者自身で演奏することが条件（1名）

## 参加資格
プロアマ年齢国籍不問。

## 審査員
主に各部門8名で構成される。年度によってゲスト審査員を招聘してこれまでに宮本貴奈などが歴任。

## 本選
各部門の予選を通過した10名による本選が行われ、上位3名が表彰される。演奏曲は1曲（5分以内）
。

## 本選入賞者
各部門における本選入賞者は、表彰式において表彰状と後日受賞者の名前プレート入りのトロフィー、賞金が授与される。
また、各部門の最高位入賞者は翌年に新潟市内で開催される新潟ジャズストリートにおいて、ゲスト出演。
「ボーカル部門本選」「ソロプレイヤー部門本選」「作曲部門本選」「表彰式」を以て、本コンテストが終了する。